# Tunnel van Ardenne
De tunnel van Ardenne is een spoortunnel in de gemeente Houyet. De tunnel gaat onder het kasteeldomein van het Château Royal d'Ardenne, dat door koning Leopold II werd opgetrokken, en heeft een lengte van 507 meter. De enkelsporige spoorlijn 166 gaat door deze tunnel. De baanvaksnelheid is beperkt tot 70 km/u.
Tussen de tunnel en een viaduct over de Lesse bevond zich het station Château d'Ardenne, zodat Leopold II zijn gasten per trein kon ontvangen.